# DjVu
DjVu (произнася се дежавю) е технология за компресиране на изображения и съответният компютърен файлов формат за разглеждането им на монитор – най-вече за изображения, съдържащи текст и рисунки (например сканирани), които с други технологии са доста по-големи като файлов размер. Разработен е от AT&T Labs през 1996 г. въз основа на следните принципи:
- разделяне на изображението на слоеве
- последователно зареждане на страницата
- аритметично кодиране
- компресия със загуби за двуцветни изображения.

Това позволява да се получат висококачествени, четими изображения при минимален размер на файла, за да се публикуват лесно в Интернет.
DjVu е представяно като алтернатива на PDF и се представя по-добре при кодирането на повечето сканирани изображения. Разработчиците на стандарта DjVu споделят, че цветни страници от списание се кодират във файлове по 40 – 70 kB, черно-бели технически документи се компресират до 15 – 40 kB, и древни ръкописи – до около 100 kB. Всички тези примери са доста по-добри като размер от типичните 500 kB, нужни за задоволителен JPEG файл. Също като PDF, DjVu може да съдържа разпознат текст, което позволява лесно копиране и поставяне на текст и търсене на текст.